# Uropeltis phipsonii
Uropeltis phipsonii là một loài rắn trong họ Uropeltidae. Loài này được Mason mô tả khoa học đầu tiên năm 1888.